# 內加熱
07°46′S 015°16′E / 7.767°S 15.267°E
內加熱（葡萄牙語：Negage），是安哥拉的城鎮，位於該國西北部，由威熱省負責管轄，始建於1925年，面積2,019平方公里，2014年該城鎮人口230,180，人口密度每平方公里114人。